# 최경옥
최경옥(崔慶玉, 1933년 2월 20일 ~ )은 대한민국의 영화감독, 영화 촬영감독, 영화배우, 영화 기획가, 영화제작자, 기업가이다.

## 생애

### 이력과 친족 관계
일제 강점기 경성부(現 대한민국 서울)에서 출생하였으며 지난날 한때 경기도 광주에서 잠시 유아기를 보낸 적이 있는 그는 여성 영화배우 최은희(崔銀姬)의 남동생이고 영화감독 신상옥(申相玉)의 처남이다.

### 청년 시절과 데뷔
1951년 3월에서 1954년 3월까지 국방부 통신국을 거쳐 국방부 정훈국에 복무하여 1954년 3월 육군 하사 예편한 그는 1957년 영화 《무영탑》을 통하여 영화 촬영감독 데뷔로써 영화 분야에 첫 데뷔하였다.

## 주요 경력
- 1957년 영화 《무영탑》으로 영화 촬영감독 데뷔.
- 1962년 영화 《원한의 일월도》로 영화감독 데뷔.
- 1967년 영화 《다정불심》으로 영화 특수촬영감독 데뷔.
- 1967년 영화 《임금님의 첫사랑》으로 영화제작자 데뷔.
- 1967년 영화 《빛과 그림자》를 감독 및 제작, 이 영화의 주연으로 영화배우 데뷔.
- 1969년 영화 《석양에 떠나가다》로 영화 기획가 데뷔.

## 소속
- 前 서울 헐리우드 영화사 사장
- 前 서울예술전문대학 영화학과 초빙교수

## 이외 이력
- 2002년 자유민주연합 문화예술행정특임위원(2002년 1월)
- 2002년 자유민주연합 문화예술행정특임위원 직위 퇴임(2002년 3월)